# Elecciones presidenciales de Costa de Marfil de 2020
Las elecciones presidenciales de Costa de Marfil se celebraron el 31 de octubre de 2020. El presidente, Alassane Ouattara, fue reelegido para un tercer mandato con el 95% de los votos en medio de un boicot de la oposición.

## Sistema electoral
El presidente de Costa de Marfil es elegido por un período de cinco años utilizando el sistema de balotaje. Si ningún candidato obtiene la mayoría de los votos, se llevará a cabo una segunda vuelta.

## Candidatos
En enero de 2017, el presidente titular Alassane Ouattara anunció que no volvería a postularse para un nuevo mandato. El 5 de marzo de 2020, reiteró públicamente su intención de no ser candidato durante un discurso ante el Congreso. Ouattara impuso al primer ministro Amadou Gon Coulibaly como el candidato del partido gobernante sobre otros candidatos potenciales, incluido el vicepresidente Daniel Kablan Duncan, quien luego renunció a sus aspiraciones. Sin embargo, en mayo, Coulibaly fue hospitalizado por complicaciones cardíacas y falleció. El hecho dejó al gobierno sin candidato, y Ouattara consideró presentar al ministro de Defensa y nuevo primer ministro, Hamed Bakayoko, pero este debió renunciar por supuestos vínculos con el narcotráfico. A finales de julio de 2020, Ouattara rescindió su decisión inicial y anunció su candidatura para un tercer mandato. La candidatura fue posible a pesar de sus mandatos anteriores, ya que no contaban para el límite de dos mandatos en la nueva constitución introducida en 2016, ya que las elecciones se llevaron a cabo bajo una constitución diferente.
El ex primer ministro Guillaume Soro, que vivía en Francia, anunció que se presentaría a las elecciones. Sin embargo, el 29 de abril de 2020 fue sentenciado in absentia a 20 años de prisión y se le impuso una multa de $7.6 millones (£ 6.1 millones). Los abogados de Soro afirmaron que esto era un intento de evitar que participara en las elecciones.
El 14 de septiembre, el Consejo Constitucional aprobó cuatro candidatos; Ouattara, el expresidente Henri Konan Bédié del PDCI, el ex primer ministro Pascal Affi N'Guessan y Kouadio Konan Bertin, un disidente del PDCI. El expresidente Laurent Gbagbo y el ex primer ministro 
Guillaume Soro fueron excluidos porque enfrentaban cargos penales. El fallo provocó violentas protestas.

## Resultados
Las elecciones fueron marcadas por el llamado al boicot hecho por los candidatos Henri Konan Bédié y Pascal Affi N'Guessan a sus militantes (al juzgar que no existían garantías de legitimidad democrática), lo cual posibilitó el triunfo de Ouattara con más del 94% de los votos. La oposición anunció la formación de un Consejo Nacional de Transición.
|                           | Alassane Ouattara         | RDR                       | 3 031 483 | 95,31 |  |  |
|                           | Kouadio Konan Bertin      | Independiente             | 64 011    | 2,01  |  |  |
|                           | Henri Konan Bédié         | PDCI                      | 53 330    | 1,68  |  |  |
|                           | Pascal Affi N'Guessan     | FPI                       | 31 986    | 1,01  |  |  |
|                           |                           |                           |           |       |  |  |
| Votos válidos             | Votos válidos             | Votos válidos             | 3 180 810 | 97,28 |  |  |
| Votos nulos y en blanco   | Votos nulos y en blanco   | Votos nulos y en blanco   | 89 003    | 1,07  |  |  |
| Total                     | Total                     | Total                     | 3 269 813 | 100   |  |  |
| Abstención                | Abstención                | Abstención                | 2 796 628 | 46,10 |  |  |
| Inscritos / participación | Inscritos / participación | Inscritos / participación | 6 066 441 | 53,90 |  |  |

## Consecuencias
La oposición anunció que no reconocería la validez de la elección, diciendo que estaba "empañada por muchas irregularidades y una baja participación", y pidió "el inicio de una transición civil para crear las condiciones para una justa, transparente y  elección inclusiva ".  Sin embargo, varios miembros de la oposición han tenido desacuerdos, con el PDCI, Guillaume Soro, Simone Gbagbo y Pascal Affi N'Guessan diciendo que se debe nombrar inmediatamente un gobierno de transición, mientras que el partido FPI argumentó que era demasiado pronto para formar uno.  en el entorno actual, diciendo que un movimiento de desobediencia civil necesitaba forzar a Ouattara a negociar de manera legal.  Varias localidades, incluidas varias en Yamusukro, habían visto impedido el tráfico de llegar a algunos vecindarios y que los puntos de entrada a la ciudad estaban bloqueados por barricadas.  Los supervisores electorales de la CEDEAO tuvieron que viajar en helicóptero para llegar a Abiyán debido a las dificultades para ingresar a la ciudad.  Partidarios de la oposición atacaron varias caravanas de figuras progubernamentales, en algunos casos disparándoles o prendiendo fuego a vehículos.  Varias personas también murieron en enfrentamientos en Toumodi, así como Tiébissou. Indigo, una ONG de Costa de Marfil respaldada por el Instituto Nacional Demócrata para los Asuntos Internacionales, estimó que el 23% de los colegios electorales estaban cerrados y el 6% tuvo que cerrar temprano antes de que se completara el proceso de conteo y el anuncio de los resultados.